# 아이텔 프리드리히 폰 프로이센 왕자

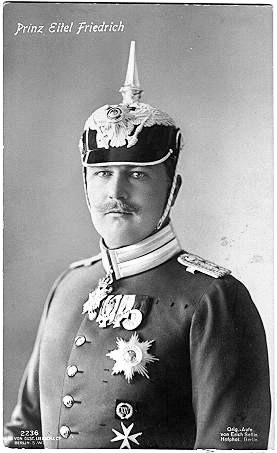
아이텔 프리드리히 폰 프로이센 왕자

프로이센 왕자 아이텔 프리드리히(Prince Wilhelm Eitel Friedrich Christian Karl of Prussia, 1883년 7월 7일 ~ 1942년 12월 8일)는 독일의 빌헬름 2세 황제의 둘째 아들로, 첫 번째 부인인 아우구스테 빅토리아 폰 슐레스비히홀슈타인 공녀 사이에서 태어났다. 그는 독일 포츠담에서 태어나고 사망했다.